# ...And His Mother Called Him Bill
Albums de Duke Ellington
Studio Sessions, 1957, 1965, 1966, 1967, San Francisco, Chicago, New York
(1967) Francis A. & Edward K.
(1967)
...And His Mother Called Him Bill est un album du pianiste, compositeur et leader de big band américain Duke Ellington édité en 1967 par RCA.
Ce disque a été enregistré en hommage à Billy Strayhorn, proche ami et collaborateur de Duke, mort en 1967 d'un cancer. Le répertoire est constitué de morceaux récents ou « rares » de Strayhorn.

## Liste des pistes
| No  | Titre                                    | Musique                                         | Durée |
| --- | ---------------------------------------- | ----------------------------------------------- | ----- |
| 1.  | Snibor                                   | Billy Strayhorn                                 | 4:16  |
| 2.  | Boo-Dah                                  | Billy Strayhorn                                 | 3:25  |
| 3.  | Blood Count                              | Billy Strayhorn                                 | 4:16  |
| 4.  | U.M.M.G. (Upper Manhattan Medical Group) | Billy Strayhorn                                 | 3:09  |
| 5.  | Charpoy                                  | Billy Strayhorn                                 | 3:05  |
| 6.  | After All                                | Billy Strayhorn                                 | 3:52  |
| 7.  | The Intimacy of the Blues                | Billy Strayhorn                                 | 2:55  |
| 8.  | Rain Check                               | Billy Strayhorn                                 | 4:34  |
| 9.  | Day Dream                                | Duke Ellington, John La Touche, Billy Strayhorn | 4:18  |
| 10. | Rock Skippin' at the Blue Note           | Duke Ellington, Billy Strayhorn                 | 2:59  |
| 11. | All Day Long                             | Billy Strayhorn                                 | 2:56  |
| 12. | Lotus Blossom (piano solo)               | Billy Strayhorn                                 | 3:52  |

La version CD (France-États-Unis) reprend les mêmes morceaux en y ajoutant 7 autres morceaux ou prises alternatives :
| No  | Titre                           | Musique                         | Durée |
| --- | ------------------------------- | ------------------------------- | ----- |
| 13. | Acht O'Clock Rock               | Duke Ellington                  | 2:23  |
| 14. | Rain Check (prise alternative)  | Billy Strayhorn                 | 5:22  |
| 15. | Smada                           | Duke Ellington, Billy Strayhorn | 3:21  |
| 16. | Smada (prise alternative)       | Duke Ellington, Billy Strayhorn | 3:20  |
| 17. | Midriff                         | Billy Strayhorn                 | 4:35  |
| 18. | My Little Brown Book            | Billy Strayhorn                 | 4:13  |
| 19. | Lotus Blossom (version en trio) | Billy Strayhorn                 | 4:56  |

## Personnel
- Cootie Williams, Cat Anderson, Mercer Ellington, Herbie Jones : trompette
- Clark Terry : bugle (pistes 2, 4, 15, 16)
- Johnny Hodges, Russell Procope : saxophone alto
- Paul Gonsalves : saxophone ténor
- Harry Carney : saxophone baryton
- Lawrence Brown, Buster Cooper : trombone
- Chuck Conners : trombone basse
- John Sanders : trombone à pistons
- Duke Ellington : piano
- Aaron Bell, Jeff Castleman : basse électrique (Aaron Bell est présent sur tous les morceaux sauf les 5, 7, 9, 13, où il est remplacé par Jeff Castleman)
- Steve Little, Sam Woodyard : batterie (Steve Little est présent sur tous les morceaux sauf les 5, 7, 9, 13, où il est remplacé par Sam Woodyard)